# Шукин
Шуки́н — одна из искусственно культивированных декоративных пород аквариумной «золотой рыбки» (лат. Carassius gibelio forma auratus (Bloch, 1782)), выведенной при скрещивании ранчу и оранды в конце XIX-го века в Японии.

## История происхождения
Шукин были выведены аквариумистом Китигоро Акиямой при селекции золотых рыбок в Японии. Они были популярны и содержались в аквариумах с 1892 по 1900-е годы. Во времена Второй мировой войны многие рыбки оказались утеряны и порода оказалась на грани полного исчезновения. Однако, благодаря стараниям любителей порода возродилась, но продолжает оставаться редкой даже для Японии.

## Описание
Форма тела шукин такое же продолговатое как и у ранчу, но хвостовой плавник — подобие плавника оранды.
Цвета шукин разнообразны: от переходяще-красного, красного с белым, чисто белого, синего и серебристого оттенков.

## Условия содержания и размножения
Рыб содержат при:
- Жёсткость воды (GH) до 20°;
- Кислотность воды (pH) 6,5-8,0;
- Температура (t) 12-28 °C.

Половозрелость и возможность их размножения наступает через год после вылупления мальков из икринок. Подготовка к нересту аналогична описанной для других карповидных: нерестовик обустраивается в центре 100—150 литрового аквариума с нерестовой решеткой, одним или двумя распылителями и пучком мелколиственных растений в центре. На одну самку 2-х самцов. Плодовитость от 2 до 10 тыс. икринок. Личинка выходит через 2 суток. На 5-й день мальки начинают плавать. Кормление мальков — коловраткой.
Для разведения:
- Показатели жёсткости воды (GH) 8-15°;
- Кислотность воды (pH) 7,0-8,0;
- Температура (t) 22-28 °C.

## В аквариумистике и прудовом хозяйстве
Рыбка подходит для содержания в холодноводном аквариуме с большим пространством для свободного плавания. Красива в оранжереях. Благодаря выносливости породы, её можно содержать в декоративном пруду на улице. Предпочитает сообщество себе подобных, яркий свет и обилие свободного пространства. Эффективная фильтрация и регулярная подмена воды. При оформлении водоема рекомендуется использовать сыпучий мелкофракционный грунт, камни, коряги, живые или пластиковые растения, в том числе плавающие. При оформлении необходимо избегать применение предметов с острыми гранями и краями, за которые вуалевые разновидности рыбок могут пораниться во время плавания и, зацепившись — оборвать плавники.